# Luciano Marchi
Luciano Marchi (Genova, 1º gennaio 1923 – ...) è stato un calciatore italiano, di ruolo centrocampista.

## Carriera
Dopo gli esordi con il Rapallo in Serie C, nel 1947-1948 debutta in Serie B con il Parma, giocando per due stagioni tra i cadetti per un totale di 50 presenze e 2 reti
Al termine del campionato 1948-1949 gli emiliani retrocedono in Serie C, e nel successivo campionato di terza serie disputa altre 14 gare.
Nel 1950-1951 gioca per la Cremonese, collezionando 16 partite e realizzando 2 reti nel campionato di Serie B.